# Santuari de Pandíon
El Santuari de Pandion era un recinte sagrat a l'aire lliure situat al final de la via sacra a l'Acròpoli d'Atenes, just a l'extrem sud-oriental, vora la muralla, dedicat a Pandíon, llegendari rei d'Atenes, i a les festes que se celebraven en honor seu. En aquest lloc se li havia edificat un heròon per commemorar o retre culte a l'heroi, erigit com un cenotafi. Segons Pausànias, en aquest santuari li rendien culte també els megarencs, ja que Pandíon estava enterrat a Mègara.
El primer santuari data probablement del primer període clàssic, però el van construir de nou pels volts del 430 aC. Consistia en un recinte rectangular a l'aire lliure, de 40 m x 17.5 m, dividit en dues seccions per un mur: el santuari pròpiament dit a l'oest i un ergastèrion o taller a l'est, usat probablement pels diversos artesans que treballaven a l'Acròpoli. S'hi accedia a través d'un propileu situat al costat oest i s'hi aixecava una estàtua de l'heroi atenenc.
Se'n van trobar els fonaments durant les excavacions per a la construcció del Museu de l'Acròpoli (1865-1874), edifici que es va aixecar a l'extrem oriental de l'acròpoli. Actualment està tancat i el nou edifici, inaugurat el 2009, es troba a la ciutat baixa.